# Zola lucinata
Zola lucinata är en fjärilsart som beskrevs av Franz Paula von Schrank 1802. Zola lucinata ingår i släktet Zola och familjen mätare. Inga underarter finns listade i Catalogue of Life.